# Gerald Robinson
Gerald Anthony Robinson Jr. (Nashville, Tennessee, 10 de febrero de 1989) es un jugador de baloncesto estadounidense que pertenece a la plantilla del Scafati Basket de la Lega Basket Serie A.

## Trayectoria deportiva
Es un jugador que puede alternar las posiciones de base y escolta formado a caballo entre las universidades de Tennessee State Tigers y Georgia Bulldogs. Tras no ser drafteado en 2012, daría el salto a Europa para jugar en Bélgica e Israel.
En 2014, llega a Letonia para jugar en el VEF Rīga, donde conseguiría la liga del aquel país. Más tarde, se marcharía a Irán para jugar temporada y media en el Petrochimi Bandar Imam, tras firmar un buen contrato.
En marzo de 2017, se compromete con el Alba Berlín hasta el final de la temporada.
En agosto de 2020, firma con el Pallacanestro Virtus Roma de la Lega Basket Serie A, la máxima categoría del baloncesto italiano.
El 29 de diciembre de 2020, firma por el VL Pesaro de la Lega Basket Serie A.
El 21 de febrero de 2021, firma por el JDA Dijon de la PRO A, la máxima categoría del baloncesto francés.
El 24 de agosto de 2021, firma por el BV Chemnitz 99 de la Basketball Bundesliga.
El 27 de noviembre de 2021, fichó con el Dinamo Sassari de la Lega Basket Serie A italiana.